# Зараменский, Игорь Афанасьевич
Игорь Афанасьевич Зараменский — советский хозяйственный, государственный и политический деятель.

## Биография
Родился в 1939 году. Член КПСС.
Окончил Пермский государственный университет, Рыбинский вечерний авиатехнологический институт.
До 1975 — инженерный и руководящий работник на Рыбинском двигателестроительном заводе.
В 1975—1979 — первый секретарь Рыбинского горкома КПСС.
В 1979—1990 — секретарь Ярославского обкома КПСС.
В 1990—1991 — заместитель заведующего Отдела ЦК КПСС по связям с общественно-политическими организациями.
В 1991—1996 — начальник управления по работе с территориями Министерства по делам национальностей России.
В 1996—1999 — полномочный представитель Президента РФ в Ярославской области.
В 2001—2010 — руководитель Общественной приемной губернатора Ярославской области в Рыбинске, референт административно-контрольного управления Правительства области.
Делегат XXV съезда КПСС.
Живёт в Рыбинске.

## Награды
- Орден Трудового Красного Знамени (1976)
- Орден Дружбы народов (10.03.1981)
- Орден Почёта (09.03.1999)